# Renne Rivas
Renne Alejandro Rivas Alezones (Puerto Ordaz, 17 agosto 2003) è un calciatore venezuelano, difensore dell'Al-Taawoun in prestito dal Caracas.

## Caratteristiche tecniche
Gioca come terzino sinistro.

## Carriera

### Club
Rivas è cresciuto nel settore giovanile del Caracas dove ha debuttato il 9 ottobre 2019 nell'incontro di Copa Venezuela vinto 1-0 contro lo Yaracuy. Nel 2021 è stato integrato stabilmente in prima squadra, ed il 14 maggio ha segnato il suo primo gol nel successo per 2-0 sul Monagas.

### Nazionale
Nel gennaio del 2023 è stato convocato dalla nazionale venezuelana Under-20 per disputare il campionato sudamericano di categoria.

## Statistiche
Statistiche aggiornate al 3 febbraio 2025.

### Presenze e reti nei club
| Stagione        | Squadra         | Campionato      | Campionato | Campionato | Coppe nazionali | Coppe nazionali | Coppe nazionali | Coppe continentali | Coppe continentali | Coppe continentali | Altre coppe | Altre coppe | Altre coppe | Totale | Totale | Totale |
| Stagione        | Squadra         | Comp            | Pres       | Reti       | Comp            | Pres            | Reti            | Comp               | Pres               | Reti               | Comp        | Pres        | Reti        | Pres   | Reti   |        |
| --------------- | --------------- | --------------- | ---------- | ---------- | --------------- | --------------- | --------------- | ------------------ | ------------------ | ------------------ | ----------- | ----------- | ----------- | ------ | ------ | ------ |
| 2019            | Caracas         | PD              | 0          | 0          | CV              | 1               | 0               | CS                 | 0                  | 0                  |             | -           | -           | 1      | 0      |        |
| 2020            | Caracas         | PD              | 7          | 0          |                 | -               | -               | CS+CL              | 0                  | 0                  |             | -           | -           | 7      | 0      |        |
| 2021            | Caracas         | PD              | 21         | 1          |                 | -               | -               |                    | -                  | -                  |             | -           | -           | 21     | 1      |        |
| 2022            | Caracas         | PD              | 13         | 0          |                 | -               | -               |                    | -                  | -                  |             | -           | -           | 13     | 0      |        |
| 2023            | Caracas         | PD              | 27         | 0          |                 | -               | -               | CS                 | 1                  | 0                  |             | -           | -           | 28     | 0      |        |
| 2024            | Caracas         | PD              | 9          | 0          |                 | -               | -               | CL                 | 5                  | 0                  |             | -           | -           | 14     | 0      |        |
| Totale Caracas  | Totale Caracas  | Totale Caracas  | 77         | 1          |                 | 1               | 0               |                    | 6                  | 0                  |             | -           | -           | 84     | 1      |        |
| 2024-2025       | Al-Taawoun      | SPL             | 10         | 0          | KC              | 2               | 0               | ACL2               | 5                  | 0                  | -           | -           | -           | 17     | 0      |        |
| Totale carriera | Totale carriera | Totale carriera | 87         | 1          |                 | 3               | 0               |                    | 11                 | 0                  |             | -           | -           | 101    | 1      |        |

## Palmarès

### Club

#### Competizioni nazionali
- Campionato venezuelano: 1

Caracas: 2019